# Vilho Vauhkonen
Vilho Vauhkonen (n. 6 februarie 1877, Pieksämäki, Marele Principat al Finlandei, Imperiul Rus – d. 1 februarie 1957, Helsingfors, Finlanda) a fost un trăgător de tir ce a reprezentat Finlanda, medaliat olimpic. A participat la 2 ediții ale Jocurilor Olimpice (1912, 1920) în care a câștigat două medalii de bronz.